# Чарлс Буковски
Хенри Чарлс Буковски (на английски: Henry Charles Bukowski, произн. „Букауски“) е американски поет, романист и публицист, известен с безкомпромисния си език, любовта си към обществените низини като литературна тема и безразборния си личен и професионален живот.

## Биография
Роден е на 16 август 1920 в Андернах на Рейн, Германия, кръщелното му име е Хайнрих Карл Буковски. Майка му, Катерина Фет, е германка, а баща му, Хенри Буковски – американски военнослужещ от полски произход. През 1922 г. семейството се премества в Лос Анджелис, Калифорния. Детството на Буковски е трудно. Неговият баща е разносвач на мляко и по това време семейството живее много бедно. Баща му никога не пие, но редовно бие сина си, крещи му и упражнява всякакъв тормоз върху него. През пубертета на Буковски се появява изключително силно акне, по цялото си тяло има пъпки, заради които пропуска една година училище. След училище Буковски следва журналистика в Лос Анджелис, от това време датират и първите му литературни опити, които не са много успешни. Много години Буковски сменя нископлатени работи, лежи за кратко в затвора (заради пиянство) и в психиатрия. През 1943 г. е обявен за физически и психически негоден за военна служба.
През 1947 г. Буковски се запознава с Джейн Бейкър, с която той живее до началото на 50-те години. През 1952 г. започва работа като пощальон в Американските пощи. През 1955 г. заради кръвоизлив е приет в болница. След изписването си започва да пише стихове. В края на 1955 г. се жени за Барбара Фрай, с която се развежда 3 години по-късно. Барбара, която произхожда от заможно семейство, е писателка и едновременно с това издателка на малко списание за литература – „Harlequin“. В началото на 1958 г. Буковски отново започва работа в пощите, този път сортира писмата. Неговите преживявания като пощенски служител са описани в романа „Поща“ (оригинално заглавие: „Post Office“).
В началото на 60-те години Буковски публикува стихотворения в списанията „Outsider“ и „Open City“. Докато работи в пощата, води седмична колонка в „Open City“. Една част от разказите е издадена по-късно във формата на книга, озаглавена „Записките на стария мръсник“ („Notes Of A Dirty Old Man“).
През 1964 г. се ражда дъщерята на Буковски – Марина Луиза Буковски. Той никога не е бил женен за майката на момичето – Франсис Смит. В интервю през 2000 г. Марина (сега Марина Буковски Стоун) изразява много позитивно мнение за баща си и го описва като любящ родител.
През 1969 г. Буковски напуска пощата и се опитва да се издържа само от писателската си дейност. Първият му роман, "Поща" ("Post Office"), е автобиографичен мемоар за годините на работа в пощенската служба на Съединените щати, като новелата е публикувана в началото на 1971г.
В началото на 70-те години Буковски има афера с Линда Кинг. За връзката си с Линда Буковски пише в романа си „Жени“ („Women“). През 1977 г. Буковски се запознава с Линда Лий, с която живее с няколко прекъсвания от 1978 г. до края на живота си. Те се пренасят заедно в къща в Сан Педро и се женят през 1985 г. Буковски умира от левкемия на 73 години през март 1994 г. в Сан Педро, Калифорния.

## Творчество
Буковски е страстен почитател на класическата музика (любим композитор му е Густав Малер), комарджия и алкохолик. Като литературни образци приема Антон Чехов, Ърнест Хемингуей, Луи-Фердинан Селин, Фьодор Достоевски, Франц Кафка.
Неговите истории често са автобиографични и сатирични. В стихотворенията си се придържа към кратки, лесно разбираеми изречения. Поезията му е в свободен стих. Буковски пише на твърд и директен език. Буковски не е най-прочутият автор в Америка, но за мнозина той е мит и култ. В Европа е приеман изключително добре.
По сценарий на Буковски е сниман филмът „Barfly“ с Мики Рурк и Фей Дънауей. Режисьор е Барбе Шрьодер, за когото да снима филм по сценарий на Буковски е било сбъдната мечта. Продуцент на филма е Франсис Форд Копола. Самият Буковски участва във филма за малко като клиент на бара, в който се развива част от действието. „Barfly“ излиза на екран през 1987 и носи известност на Буковски сред широката публика в САЩ. „Barfly не е велик филм – казва самият Буковски – но те хваща за гърлото. Гледал съм го два-три пъти и винаги след това ми се е приисквало да се напия.“ През 2005 излиза филмът по едноименната книга на Буковски „Factotum“ с Мат Дилън и Лили Тейлър в главните роли.
За Буковски Жан-Пол Сартр казва, че е най-големият поет на Америка, а Хемингуей просто: „Проклетата гениалност...“. Много неща са казани за него – и хубави, и лоши. Буковски или ще го обикнеш, или ще го намразиш. Най-добре произведенията му описва един коментар на в. „Обзървър“: „Във времена на конформизъм, Буковски пише за онези хора, чието съществуване никой не желае: грозните, самотните, лудите.“
Предпочитаният декор на неговите съчинения е Лос Анджелис, градът, в който прекарва по-голямата част от живота си.
Сред авторите, към които Буковски е изказвал особена симпатия, са Ърнест Хемингуей, Достоевски, Чехов, Луи Фердинан Селин, Франц Кафка, Кнут Хамсун, Д.Х. Лорънс и други.

## На български
Белетристика
- Любовни истории на обикновената лудост, изд. Архетип, 1991
- Factotum (Момче за всичко), изд. Парадокс, 1994, изд. Фама, 2006
- Поща, изд. Алекс Принт, 1995, изд. Алекс Принт (вестник Труд), 2005, изд. Фама, 2013
- Жени, изд. Алекс Принт, 1995, изд. Фама, 2008
- Гореща музика, изд. Алекс Принт, 1995
- Холивуд, изд. Алекс Принт, 1997, изд. Фама, 2007
- Криминале, изд. Обединени издатели, 1997, изд. Х-издания, 1998, изд. Фама, 2009
- Записки на стария мръсник, изд. Прозорец, 2005
- Всичко на масата, изд. Фама, 2006[3]
- На юг от никъде, изд. Фама, 2008, изд. Фама, 2012[4]
- Капитанът отиде на обяд и моряците завзеха кораба, изд. Фама, 2010[5][6]
- Нощни улици на лудостта, изд. Прозорец, 2011
- Пиянска амнезия, изд. Фама, 2012
- Тежко без музика, изд. Прозорец, 2013
- Отсъствието на героя, изд. Фама, 2014
- Най-красивата жена в града, изд. Фама, 2015
- Брътвежи от обикновена лудост, изд. Фама, 2017
- За писането, изд. Фама, 2017
- Камбаната не бие за никого, изд. Фама, 2020
- За пиенето, изд. Фама, 2021

Поезия
- Присмехулнико, пожелай ми късмет, изд. Софттрейд, 2000
- Любовта е куче от ада, изд. INK, 2009[7]
- Най-важното е колко добре минаваш през огъня, изд. Фама, 2021